# Alcalde de Vitòria

Vitòria

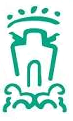
Logotip de Vitòria

Aquesta és la llista cronològica dels alcaldes de Vitòria (País Basc), que han estat al capdavant del consistori municipal vitorià.

## Alcaldes. XX
| Alcalde                            | Mandat    |
| ---------------------------------- | --------- |
| Teodoro González de Zárate         | 1931-1934 |
| Teodoro González de Zárate         | 1934-1936 |
| Tomás Alfaro Fournier              | 1936      |
| Rafael Santaolalla Aparicio        | 1936-1941 |
| José Lejarreta Salterain           | 1941-1943 |
| Joaquín Ordoño López de Vallejo    | 1943-1946 |
| Norberto Mendoza Carl              | 1946-1946 |
| Luis Saracho Momeñe                | 1946-1949 |
| Pedro Orbea Orbea                  | 1949-1951 |
| Gonzalo de Lacalle y Leloup        | 1951-1957 |
| Luis Ibarra Landete                | 1957-1966 |
| Manuel María Lejarreta Allende     | 1966-1971 |
| José María Mongelos Osarte         | 1971-1974 |
| José Casanova y Tejera             | 1974-1977 |
| Alfredo Marco Tabar (UCD)          | 1977-1979 |
| José Ángel Cuerda Montoya (PNB/EA) | 1979-1999 |
| Alfonso Alonso Aranegui (PP)       | 1999-2007 |

| Núm. | Retrat | Alcalde                 | Inici mandat        | Fi mandat          | Partit polític | Partit polític                                  |
| ---- | ------ | ----------------------- | ------------------- | ------------------ | -------------- | ----------------------------------------------- |
|      |        | Alfonso Alonso Aranegui | 4 de juliol de 1999 | 16 de juny de 2007 |                | Partit Popular del País Basc                    |
|      |        | Patxi Lazcoz            | 16 de juny de 2007  | 11 de juny de 2011 |                | Partit Socialista d'Euskadi - Euskadiko Ezkerra |
|      |        | Javier Maroto Aranzábal | 11 de juny de 2011  | 13 de juny de 2015 |                | Partit Popular del País Basc                    |
|      |        | Gorka Urtaran Agirre    | 13 de juny de 2015  |                    |                | Partit Nacionalista Basc                        |